# Kamienica Marii i Stefana Szylke w Łodzi
Kamienica Marii i Stefana Szylke – kamienica znajdująca się przy ul. Wrześnieńskiej 4 w Łodzi.

## Historia
Niewielka, nie wyróżniająca się architektonicznie kamienica na Starych Bałutach, ma jeden element, który sprawia, iż ten budynek jest wyjątkowy. Trzypiętrową kamienicę zdobi bowiem pomnik Tadeusza Kościuszki. To pierwsza podobizna generała w Łodzi, która stoi w tym miejscu już od 1903 roku. 
Właścicielami domu byli Maria i Stefan Szylke, który to był majstrem murarskim. W 1902 roku architekt Stefan Lemene zaprojektował dom mieszkalny przy ówczesnej ulicy Ciemnej 4. Pośrodku osi budynku, została utworzona wnęka, w której zaplanowano postawienie rzeźby.

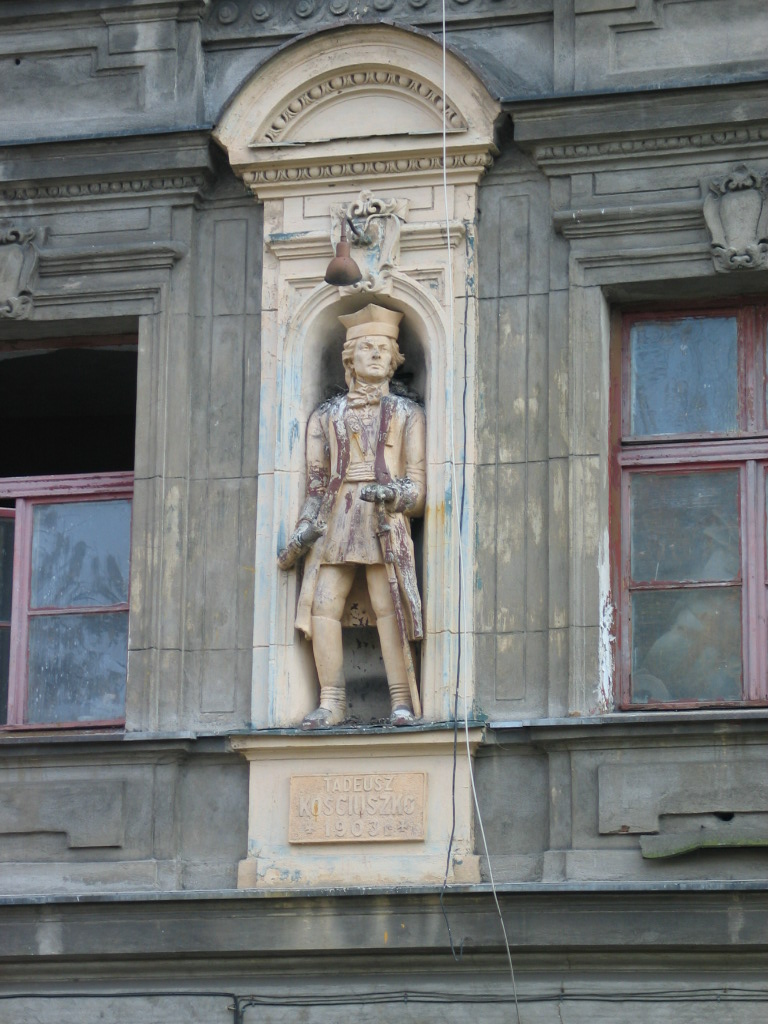
Posąg Tadeusza Kościuszki

Sam posąg zaprojektował i wykonał właściciel domu. Aby ominąć przepisy i dostać zgodę od władz carskich na postawienie rzeźby bohatera narodowego, Szylke zgłosił chęć umieszczenia we wnęce budynku podobizny krakowiaka. Dzięki czemu Kościuszko ma na sobie krakowski strój z rogatywką. Zgodę od gubernatora piotrkowskiego dostali, choć potem nie raz musieli dawać łapówki urzędnikom, aby zachować posąg generała.
Po I wojnie światowej i odzyskaniu przez Polskę niepodległości, Szylke dodał pod rzeźbą tabliczkę z napisem: Tadeusz Kościuszko - 1903. Dzięki temu wiadomo dokładnie, kiedy powstał posąg.
W czasach okupacji nazistowskiej, budynek znalazł się na terenie Ghetto Litzmannstadt. Polacy musieli go opuścić. Nowi żydowscy mieszkańcy, chcąc uchronić rzeźbę przed okupantem i niechybnym zniszczeniem, zasłonili całą wnękę dyktą w kolorze elewacji. Dzięki temu podobizna Kościuszki, przetrwała okres wojny.
Dopiero w 1966 roku rzeźba doczekała się renowacji. Przewodnicy PTTK odrestaurowali posąg i pokryli go farbą olejną.